# Montaña Suiza
Montaña Suiza (Spaans voor "Zwitserse berg") is een stalen zijfrictieachtbaan die ook wel geclassificeerd wordt als Scenic Railway en een terreinachtbaan. De achtbaan staat in het pretpark Monte Igueldo, aan de kust van San Sebastián, in Spanje.

## Geschiedenis
Montaña Suiza werd ontworpen en gebouwd door de Duitse ingenieur Erich Heidrich en werd in 1928 op de locatie geopend. Het is de oudste nog werkende stalen achtbaan ter wereld.

## Achtbaandetails
De rit is gebouwd met houten looprails in een trog, zoals gebruikelijk was voor Scenic Railway achtbanen uit die tijd. De rails zijn op een later onbekende datum in staal veranderd.
De achtbaan heeft twee treinen, die elk zijn samengesteld uit tweewagons die elk 5 rijen van 2 personen bevatten. De wagonnen zijn van hout en rijden op stalen draaistellen. Aan boord van elke trein rijdt een remmer om de snelheid te regelen en bij te remmen als dit nodig is.

## ACE Coaster Classic Award
De achtbaan heeft de status ACE Coaster Classic gekregen van de de American Coaster Enthusiasts.